# Contea di Pike (Indiana)
La contea di Pike (in inglese Pike County) è una contea dello Stato dell'Indiana, negli Stati Uniti. La popolazione al censimento del 2000 era di 12 837 abitanti. Il capoluogo di contea è Petersburg.